# واش‌سره
واش سره، روستایی است از توابع بخش بندپی شرقی شهرستان بابل در استان مازندران ایران.
روستای واش سره
روستایی سرسبز و زیبا است که در ارتفاعات جنگلی دهستان فیروزجا بخش بندپی شرقی شهرستان بابل استان مازندران قرار دارد که زبان مردمان آن   تبری است.
معرفی روستا، موقعیت جغرافیایی :
واش سره یا واش سرا روستایی از توابع دهستان فیروزجاه بخش بندپی شرقی می‌باشد که در دل جنگل‌ها و ارتفاعات بندپی شرقی و در فاصله جغرافیایی حدود 40 کیلومتر از جنوب شهر بابل واقع شده‌است.
از مناطق همجوار واش سره می‌توان روستاهای لمسوکلا، کرات کتی، خواجه کلا و سرجی کلا را نام برد. واش سره علی‌رغم طبیعت زیبا و بسیار چشم‌نوازی که دارد، جمعیت اندکی را در خود جای داده است که شاید بتوان مهم‌ترین عامل این امر را سختی راه دسترسی به روستا دانست.
واش سره تا 1385 خورشیدی راه دسترسی ماشین رو نداشته و بیشتر مسیر منطقه تا ورودی روستا به صورت پیاده رو بوده‌است. البته چند سالی است که راه دسترسی به روستا هم از طریق روستاهای لمسوکلا و خواجه کلا و هم از طرف جاده ویشگون فراهم شده اما این مسیر ماشین رو و تقریباً نامناسب تا ورودی روستا می‌باشد. ناگفته نماند که ایجاد مسیر ماشین رو برای این روستا به طبیعت این منطقه هم آسیب جدی وارد کرده به حدی که گونه‌های بسیار جالب درختان این منطقه قطع شده و موجب رانش زمین شده‌است. 

## جمعیت
تمامی اهالی واش سره از طایفه محمدی و گری زاد (گرگانی)، از ایل فیروزجا می‌باشند که در سال‌های اخیر با وجود کمبود شدید امکانات بعضی از خانوارها به روستاهای پایینتر مهاجرت کرده و از جمعیت روستا بیش از پیش کاسته شده‌است.
این روستا در دهستان فیروزجاه قرار دارد و براساس سرشماری مرکز آمار ایران در سال ۱۳۸۵، جمعیت آن زیر ده خانوار بوده‌است.
نحوه معیشت :
شغل اصلی خانوارهای روستا دامداری می‌باشد. البته تا سال‌های پیش به کشت برنج در شالیزارهای لمسوکلا و روستاهای پایین دست تر مشغول بوده‌اند اما به سبب طولانی و مشکل بودن مسیر رفت و آمد و حمله حیوانات وحشی، در حال حاضر تمامی اهالی به کار دامپروری در داخل روستا مشغول می‌باشند و در کنار آن به پرورش زنبور عسل هم می پردازند.
امکانات :
روستای واش سره سال‌های زیادی است که از نعمت برق بهره مند می‌باشد. شبکه مخابراتی روستا از طریق سیم کارتهای روستایی شرکت مخابرات مازندران می‌باشد.
روستا دارای یک مدرسه ابتدایی است که در چند سال اخیر به علت نداشتن دانش آموز تعطیل بوده اما در سال 93 دوباره دایر شد. اولین معلم دبستان این روستا آقای سید عباس هاشم ورزی بوده‌است.
شهدای روستا :
روستای واش سره دو شهید گرانقدر، شهید علی زمان محمدی و شهید دلاور محمدی فیروزجایی را در هشت سال دفاع مقدس به میهن خود تقدیم کرده‌است.
در پایان جا دارد یادی کنیم از بزرگان این روستای سرسبز و دلنشین که از گذشته چراغ روستا را با وجود امکانات بسیار کم روشن نگاه داشته‌اند.. بزرگانی همچون ملاعزیز محمدی معلم مکتب خانه، ملافرج الله محمدی، حاج علی گری زاد(گرگانی)، احمد محمدی، قنبر محمدی و محمد قلی محمدی.
روستای واشسره ازروستاهای فعالی بود که در سال   1359 خورشیدی اب لوله کشی و1360 خورشیدی مدرسه ابتدایی   توسط جهادسازندگی بخش به بهره‌برداری رسیدو نعمت برق رهاورد سفررهبرعزیزدر سال1374به مازندران بود و جاده فرعی واشسره وجاده اصلی گلوگاه _ویشکون_ لمسوکلا در زمان استاندار آقای شفقت به صورت نیمه شوسه به بهره‌برداری رسید.